# 古川貴司
古川 貴司（ふるかわ たかし、1960年10月13日 - ）は日本出身でアメリカ合衆国在住の音楽プロデューサー、アレンジャー、キーボードプレーヤー。長野県松本市出身。
| スタブアイコン | サブスタブ | この項目は、まだ閲覧者の調べものの参照としては役立たない、音楽関係者（バンド等）に関連した書きかけの項目です。この項目を加筆・訂正などしてくださる協力者を求めています（P:音楽/PJ:芸能人）。 |